# تو کیستی
تو کیستی هشتمین آلبوم استودیویی گروه راک انگلیسی د هو است که در ۱۸ اوت ۱۹۷۸ توسط پالیدور رکوردز در انگلستان و MCA Records در ایالات متحده منتشر شد. این آلبوم از منتقدان نقدهای متفاوتی دریافت کرد، هر چند که از نظر تجاری موفق بود.
Who Are You آخرین آلبوم کیث مون بود که او را به عنوان درامر معرفی می‌کرد، کیث مون سه هفته پس از انتشار آلبوم درگذشت.

## نمودار

### آلبوم
| سال  | چارت سازمانی             | موقعیت |
| ---- | ------------------------ | ------ |
| ۱۹۷۸ | آلبوم‌های پاپ بیلبورد     | ۲      |
| ۱۹۷۸ | آلبوم‌های نمودار انگلستان | ۶      |

### تک اهنگ‌ها
| سال  | تنها                       | چارت سازمانی         | موقعیت |
| ---- | -------------------------- | -------------------- | ------ |
| ۱۹۷۸ | " کی هستی " / " کافی بود " | تک آهنگ‌های بیلبورد   | ۱۴     |
| ۱۹۷۸ | «کی هستی» / «کافی بود»     | نمودار مجرد انگلستان | 18     |